# Izrek o središčnem in obodnem kotu
Izrek o središčnem in obodnem kotu v ravninski geometriji zagotavlja:
- da so vsi obodni koti nad istim lokom med sabo skladni in
- da je središčni kot dvakrat večji od obodnega kota nad istim lokom.

Pri tem veljata naslednji definiciji:
- Središčni kot nad lokom AB je kot, ki ima vrh v središču krožnice, kraka pa sta določena s krajiščema loka AB.
- Obodni kot nad lokom AB je kot, ki ima vrh na nasprotnem loku, kraka pa sta določena s krajiščema loka AB.

Posebna različica tega izreka je Talesov izrek, ki velja za središčni kot 180°. Obodni kot je v tem priemru pravi kot (90°).

## Dokaz
Pri dokazu tega izreka moramo ločiti tri primere.
1. Najprej poglejmo primer, ko en krak središčnega kota leži na kraku obodnega kota (leva slika). Trikotnik AMO je enakokrak in zato sta kota pri A in pri M skladna. Posledično lahko izračunamo oba kota pri središču O (notranji in zunanji kot). Izkaže se da je obodni kot enak zunanjemu kotu trikotnika AMO in je dvakrat tolikšen kot kót pri a - tj. obodni kot.
2. V drugem primeru (srednja slika) s premico MO razdelimo središčni in obodni kot na dva dela. Za vsakega od delov velja enak premislek kot zgoraj, torej je tudi v tem primeru središčni kot dvakrat večji od obodnega.
3. V tretjem primeru (desna slika) pa s pomočjo premice MO izrazimo središčni in obodni kót kot razliko dveh kotov. Za vsakega od teh delov velja enak premislek kot zgoraj, torej je tudi v tem primeru središčni kot dvakrat večji od obodnega.